# Ararat (película)
Ararat es una película canadiense dramáticohistórica de 2002 escrita, coproducida y dirigida por Atom Egoyan. Es protagonizada por  Charles Aznavour, Christopher Plummer, David Alpay, Elias Koteas, Eric Bogosian y Arsinée Khanjian.
Está basada en la masacre de Van, durante el Genocidio Armenio (hecho que es negado por el gobierno turco). Además de explorar el impacto humano de ese acontecimiento histórico, la película también examina la naturaleza de la verdad y su representación a través del arte. Ararat cuenta con actores destacados como Charles Aznavour, Christopher Plummer, y David Alpay.